# NGC 3521
NGC 3521 est une galaxie spirale intermédiaire située dans la constellation du Lion. NGC 3521 a été découverte par l'astronome germano-britannique William Herschel en 1784.

## Caractéristiques
La classe de luminosité de NGC 3521 est II-III et elle présente une large raie HI. Elle renferme également des régions d'hydrogène ionisé. De plus, NGC 3521 est une galaxie LINER, c'est-à-dire une galaxie dont le noyau présente un spectre d'émission caractérisé par de larges raies d'atomes faiblement ionisés.

### Distance
Sa vitesse par rapport au fond diffus cosmologique est de 1 167 ± 26 km/s, ce qui correspond à une distance de Hubble de 17,21 ± 1,26 Mpc (∼56,1 millions d'al).
À ce jour, 26 mesures non basées sur le décalage vers le rouge (redshift) donnent une distance de 11,395 ± 2,854 Mpc (∼37,2 millions d'al), ce qui est à l'extérieur des valeurs de la distance de Hubble. Puisque cette galaxie est relativement rapprochée du Groupe local, il est probable que cette valeur soit plus près de la distance réelle de NGC 3521. Notons que c'est avec la valeur moyenne des mesures indépendantes, lorsqu'elles existent, que la base de données NASA/IPAC calcule le diamètre d'une galaxie. 

### Morphologie
Comme les bras spiraux de NGC 3521 sont inégaux et discontinus, on peut qualifier celle-ci de galaxie spirale cotonneuse. De plus, cette galaxie est entourée d'une gigantesque coquille en forme de bulle qui lui a valu le surnom de Bubble Galaxy. On pense que cette coquille a été formée par des débris et des étoiles arrachées à des galaxies satellites par la gravité de NGC 3521. La galaxie apparaît avoir une structure similaire à la Voie lactée et son trou noir supermassif a une masse d'environ 7 millions de masses solaires (contre 4 millions de masses solaires pour celui de la Voie lactée).

### Luminosité dans l'infrarouge
La luminosité de la galaxie NGC 3521 dans l'infrarouge lointain (de 40 à 400 µm)  est égale à 6,92 × 109 {\displaystyle L_{\odot }} (109,84{\displaystyle L_{\odot }}) et sa luminosité totale dans l'infrarouge (de 8 à 1 000 µm) est de 9,12 × 109 {\displaystyle L_{\odot }} (109,96{\displaystyle L_{\odot }}).

## Paire de galaxies
Les galaxies NGC 3521 et IC 678 forment une paire de galaxie.

## Galerie

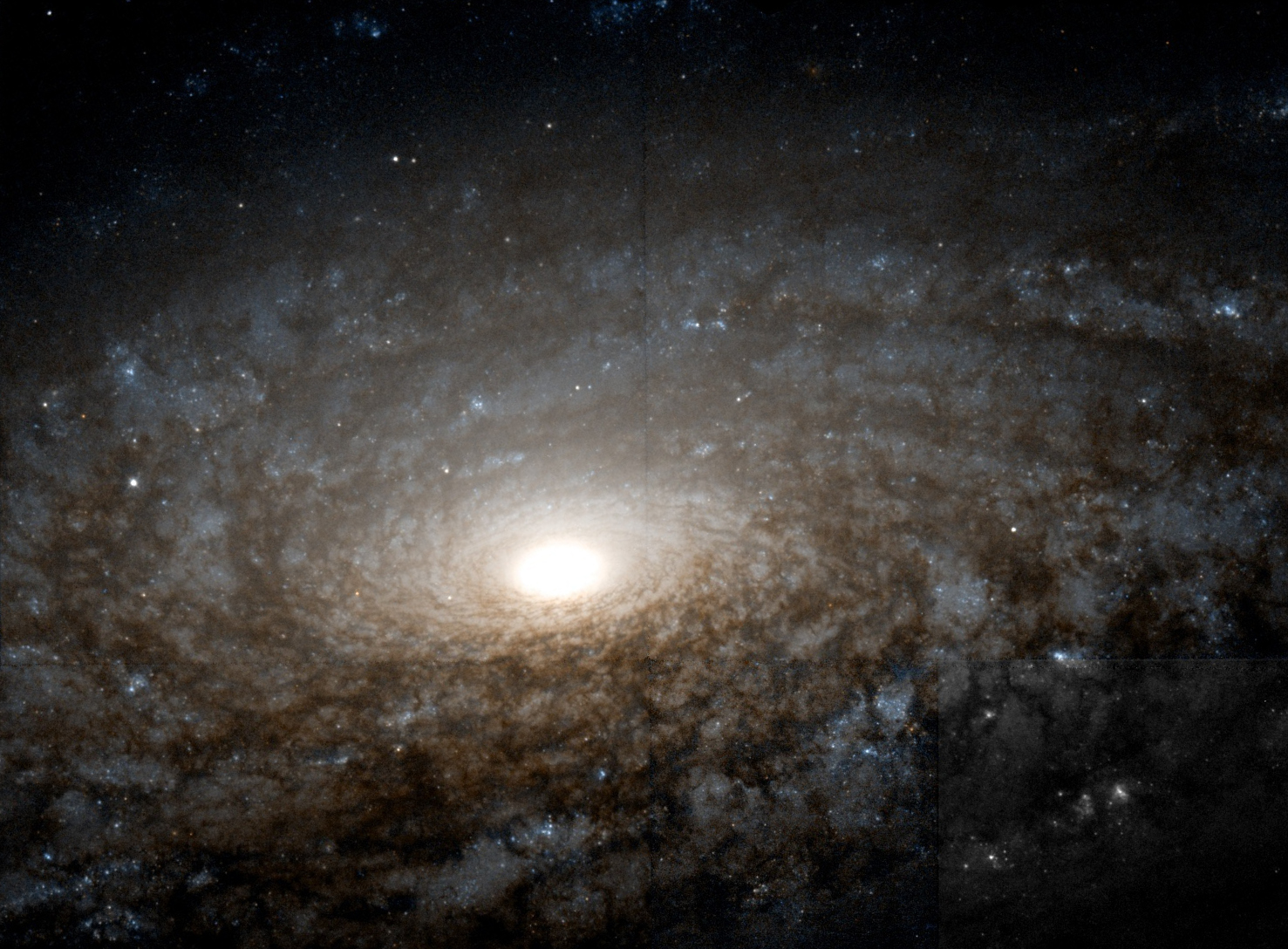
NGC 3521 par le télescope spatial Hubble.
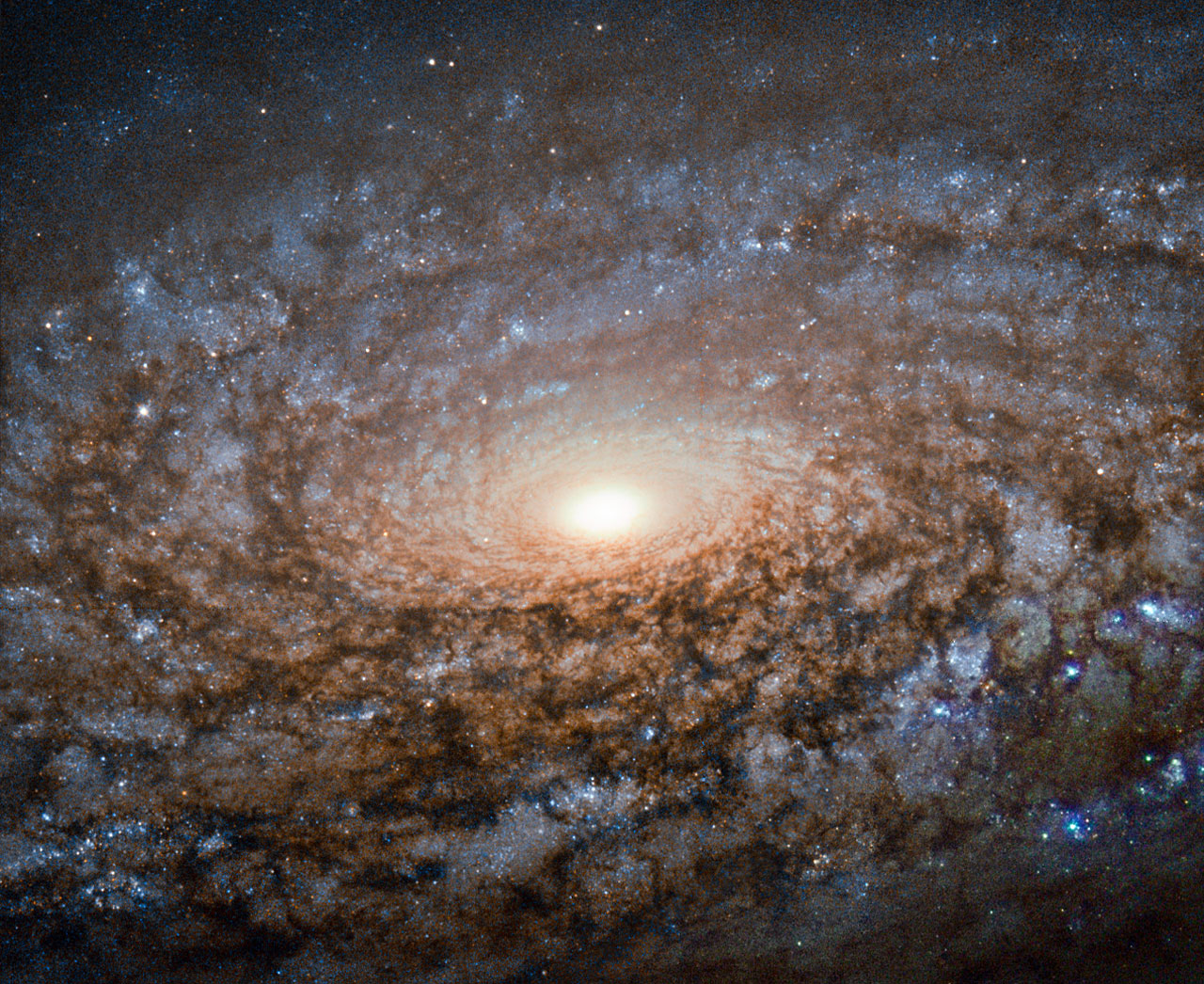
Autre image de NGC 2521 par le télescope spatial Hubble.
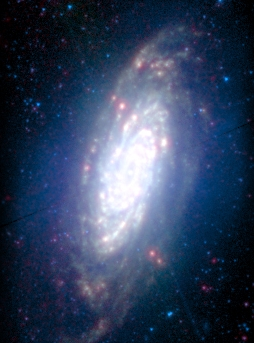
NGC 3521 dans le domaine de l'infrarouge par le télescope spatial Spitzer.
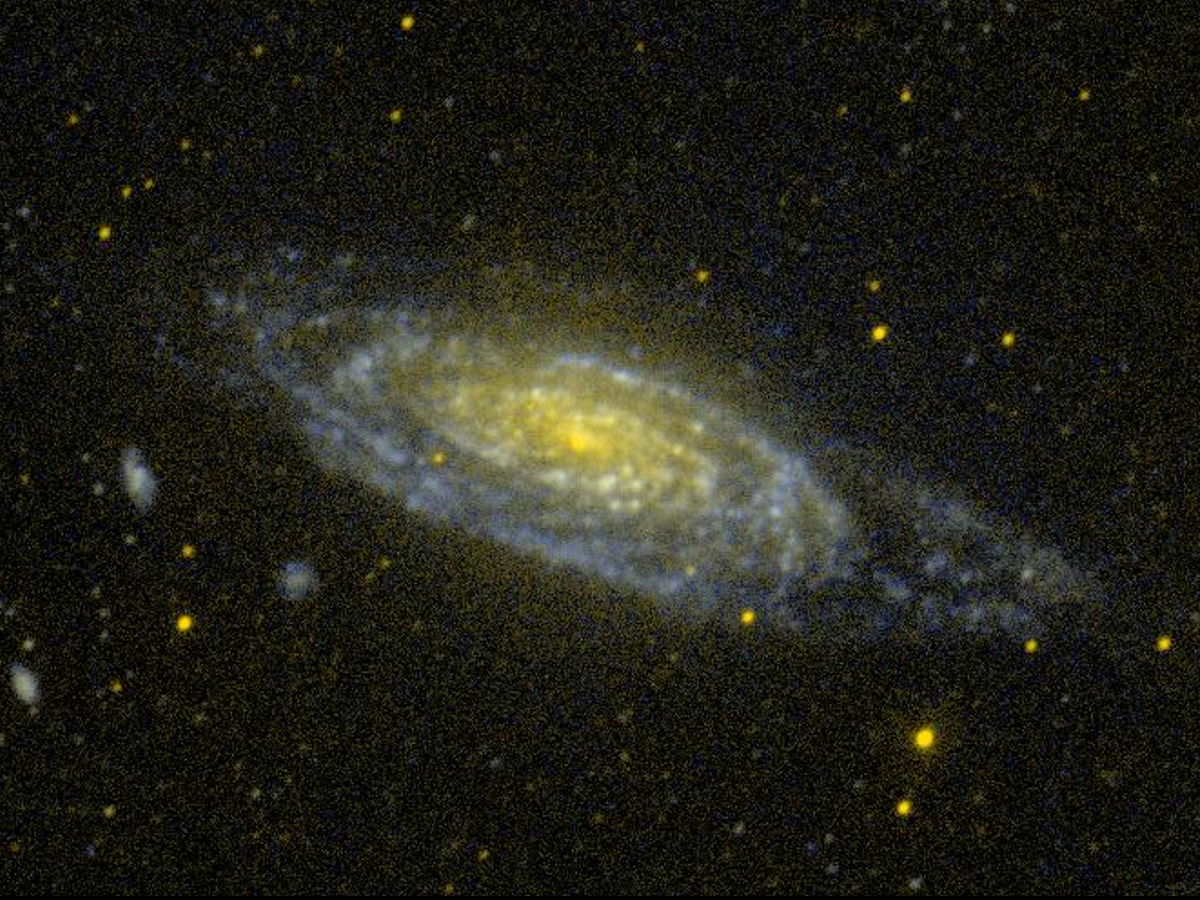
NGC 3521 dans le domaine de l'ultraviolet par le télescope spatial GALEX.
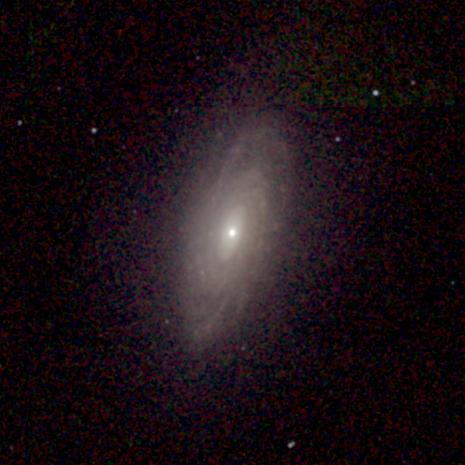
NGC 3521 dans l'infrarouge proche par l'étude 2MASS.
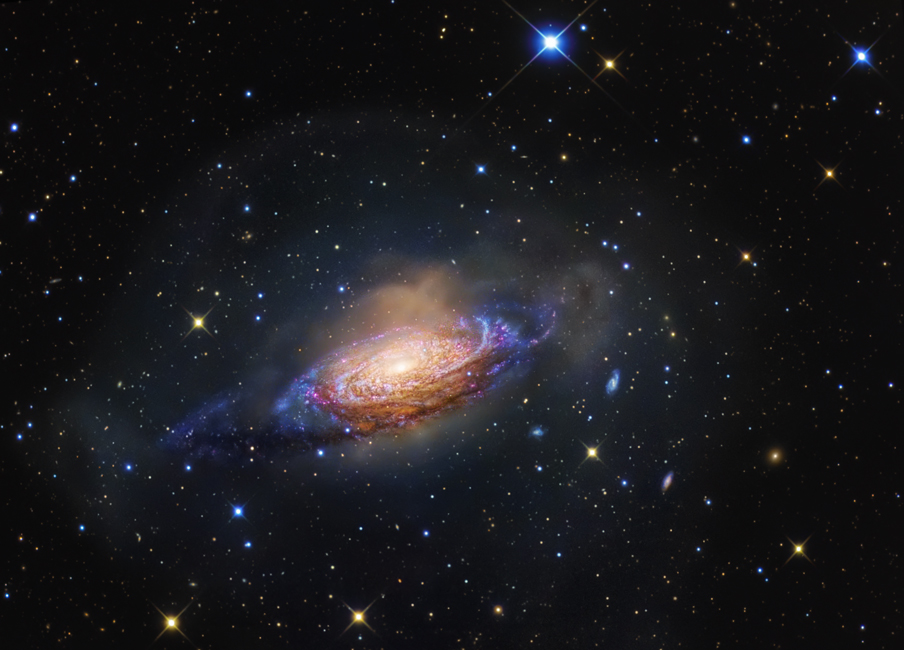
Surnommé The Bubble Galaxy par R. Jay GaBany, l'astrophotographe [NGC 3521- the Bubble galaxy.jpg de cette image].